# Bordj El Haouas
Bordj El Haouas è un comune dell'Algeria, situato nella provincia di Djanet.